# (8942) Takagi
(8942) Takagi – planetoida z pasa głównego asteroid okrążająca Słońce w ciągu 4 lat i 192 dni w średniej odległości 2,73 au. Została odkryta 30 stycznia 1997 roku. Przed nadaniem nazwy planetoida nosiła oznaczenie tymczasowe (8942) 1997 BR2.